# Jodie Comer
Jodie Marie Comer (* 11. března 1993, Liverpool, Spojené království) je britská herečka, známá díly roli Villanelle ve špionážním thrillerovém seriálu Na mušce (2018–2022) stanice BBC. Je držitelkou několika ocenění, včetně ceny Emmy, ceny Tony a dvou cen BAFTA.
Mimo jiné si zahrála v seriálech My Mad Fat Diary (2013–2015), Doktorka Fosterová (2015–2017), minisériích Thirteen (2016), Bílá princezna (2017) a filmu Free Guy (2021).

## Filmografie

### Film
| Rok  | Název                         | Role                    | Poznámky            |
| ---- | ----------------------------- | ----------------------- | ------------------- |
| 2012 | The Last Bite                 | Marcie                  | krátkometrážní film |
| 2013 | In T'Vic                      | Holliday                | krátkometrážní film |
| 2017 | England is Mine               | Christine               |                     |
| 2019 | Either Way                    | Madam                   | krátkometrážní film |
| 2019 | Star Wars: Vzestup Skywalkera | Matka Reye              | Cameo               |
| 2021 | Poslední souboj               | Marguerite de Carrouges |                     |
| 2021 | Free Guy                      | Millie Rusk             |                     |
| 2023 | Motorkáři                     | Kathy Bauer             |                     |
| 2025 | 28 let poté                   | Isla                    | postprodukce        |

### Televize
| Rok       | Název                                | Role                          | Poznámky                           |
| --------- | ------------------------------------ | ----------------------------- | ---------------------------------- |
| 2008      | The Royal Today                      | Leanne                        | díl 1.41                           |
| 2010      | Holby City                           | Ellie Jenkins                 | díl: „Promises“                    |
| 2010      | Waterloo Road                        | Sarah Evans                   | díl 6.3                            |
| 2011      | Spravedlnost                         | Sharna Mulhearne              | mini-série, 5 dílů                 |
| 2012      | Doctors                              | Kelly Lowther                 | díl: „Another Day, Another Dollar“ |
| 2012      | Tichý svědek                         | Eve Gliston                   | díl: „Fear“                        |
| 2012      | Dobrej policajt                      | Amy                           | díl: „Epizoda 1“                   |
| 2012      | Casualty                             | Maddy Eldon                   | díl: „I'll See You In My Dreams“   |
| 2012      | Coming Up                            | Cat Sullivan                  | díl: „Postcode Lottery“            |
| 2013      | Coming Up                            | Gemma                         | díl: „Big Girl“                    |
| 2013      | Zákon a pořádek: Spojené království  | Jess Hayes                    | díl: „Fatherly Love“               |
| 2013      | Vera                                 | Izzy Rawlins                  | díl: „Young Gods“                  |
| 2013–2015 | My Mad Fat Diary                     | Chloe Gemell                  | 16 dílů                            |
| 2014      | Inspector George Gently              | Justine Leyland               | díl: „Blue for Bluebird“           |
| 2014      | Remember Me                          | Hannah Ward                   | mini-série, 3 díly                 |
| 2015      | Lady Chatterley's Lover              | Ivy Bolton                    | TV film                            |
| 2015–2017 | Doktorka Fosterová                   | Kate Parks                    | 9 dílů                             |
| 2016      | Thirteen                             | Ivy Moxam                     | mini-série, 5 dílů                 |
| 2016      | Rillington Place                     | Beryl Evans                   | mini-série, 2 díly                 |
| 2017      | Bílá princezna                       | Elizabeth z Yorku             | mini-série, 8 dílů                 |
| 2018      | Snatches: Moments From Women's Lives | Linda                         | díl: „Bovril Pam“                  |
| 2018–2022 | Na mušce                             | Oksana Astankova / Villanelle | hlavní role                        |
| 2020      | Talking Heads                        | Lesley                        | díl: „Her Big Chance“              |
| 2021      | Pečovatelka Sarah                    | Sarah                         | TV film, také výkonná producentka  |

### Divadlo
| Rok  | Název                   | Role | Poznámky               |
| ---- | ----------------------- | ---- | ---------------------- |
| 2010 | The Price of Everything | Ruby | Stephen Joseph Theatre |

## Ocenění a nominace
| Rok  | Ocenění                            | Kategorie                                           | Nominovaná za | Výsledek  |
| ---- | ---------------------------------- | --------------------------------------------------- | ------------- | --------- |
| 2017 | Britská akademie televizního umění | Nejlepší ženský herecký výkon                       | Thirteen      | nominace  |
| 2017 | Royal Television Society Awards    | Nejlepší herečka                                    | Thirteen      | nominace  |
| 2018 | Dorian Awards                      | Herečka roku                                        | Na mušce      | nominace  |
| 2018 | Gold Derby Awards                  | nejlepší ženský herecký výkon v dramatickém seriálu | Na mušce      | nominace  |
| 2018 | Television Critics Association     | Individuální ocenění (drama)                        | Na mušce      | nominace  |
| 2019 | National Television Awards         | nejlepší ženský herecký výkon v dramatickém seriálu | Na mušce      | nominace  |
| 2019 | Critics' Choice Television Awards  | nejlepší ženský herecký výkon v dramatickém seriálu | Na mušce      | nominace  |
| 2019 | Gold Derby Awards                  | nejlepší ženský herecký výkon (drama)               | Na mušce      | vítězství |
| 2019 | Royal Television Society Award     | Best Actor (Female)                                 | Na mušce      | vítězství |
| 2019 | Britská akademie televizního umění | nejlepší ženský herecký výkon                       | Na mušce      | vítězství |
| 2019 | MTV Movie & TV Awards              | Nejlepší zloduch                                    | Na mušce      | nominace  |
| 2019 | Television Critics Association     | Individuální ocenění (drama)                        | Na mušce      | nominace  |
| 2019 | Cena Emmy                          | nejlepší ženský herecký výkon v dramatickém seriálu | Na mušce      | vítězství |
| 2020 | Critics' Choice Television Awards  | nejlepší ženský herecký výkon v dramatickém seriálu | Na mušce      | nominace  |
| 2020 | Zlatý glóbus                       | nejlepší ženský herecký výkon v dramatickém seriálu | Na mušce      | nominace  |
| 2020 | Satellite Awards                   | nejlepší ženský herecký výkon v dramatickém seriálu | Na mušce      | nominace  |
| 2020 | Screen Actor Guild Awards          | nejlepší ženský herecký výkon v dramatickém seriálu | Na mušce      | nominace  |
| 2020 | NME Awards                         | nejlepší televizní herečka                          | Na mušce      | nominace  |